# Санитары подземелий 2: Охота за Чёрным квадратом
«Санитары подземелий 2: Охота за Чёрным квадратом» — компьютерная тактическая ролевая игра, выпущенная 19 сентября 2008 года. На английском языке игра известна под названием Planet Alcatraz 2.

## Игровой процесс
Перемещение игрока по игровому миру и сражения происходят в режиме реального времени с возможностью тактической паузы. Игра имеет вид сверху, её геймплей в целом идентичен первой части.

## Сюжет
Игра повествует о нелёгком пути на Родину сержанта Хартмана, потерявшегося во время высадки РДГ «Упырь» на планету «Матросская Тишина».
Спустя полгода после диверсионной операции он очнулся на заснеженной базе полицейских. Позднее Хартман узнает, что ему требуется найти «черный квадрат».

## Разработка
Игра была разработана компанией «1С» совместно с «Полный Пэ». Главные герои игры заимствованы из книги Дмитрия Пучкова «Санитары подземелий». Как и при разработке первой части, для игры был использован движок TheEngine фирмы Skyfallen Entertainment. Он был значительно усовершенствован.
Разработка игры началась в 2007 году, её разработке способствовал успех первых «Санитаров Подземелий». Анонс игры состоялся после обновления сайта 29 декабря 2007 года.
Как и в случае с первой частью, разработка игры активно освещалась на официальном сайте.
4 сентября 2008 игра была отправлена в печать на дисках.
19 сентября 2008 состоялся релиз игры. В этот день игра вышла в Steam, а также на DVD.

## Рецензии и оценки
Игра получила в основном положительные отзывы критиков. Сводный рейтинг на агрегаторе рецензий «Критиканство» составляет 72 балла.
«Absolute Games» похвалило игру за графику и «работу над ошибками», но при этом отметило «нелогичное развитие истории», назвав при этом игру «одним из сильнейших разочарований года», поставив 65 %.
Кирилл Волошин из издания «Игромания» оценил игру положительно, но при этом негативно высказался о юморе.